# معركة جامورلو

معركة جامورلو أو معركة تشامورلي (بالإنجليزية: Battle of Çamurlu)‏ هي معركة وقعت في 5 يوليو 1413 بين موسى جلبى ومحمد الفاتح جلبى (محمد الأول) أبناء السلطان العثماني بايزيد الأول وهي الفصل الاخير من احداث الحرب الاهلية العثمانية المعروفة باسم عهد الفترة العثماني والتي اشتعلت بين أبناء السلطان بايزيد الأول وذلك بعد هزيمة السلطان بايزيد واسره ومن ثم موته بالاسر في معركة انقرة عام 1402 من قبل الدولة التيمورية، حسمت معركة تشامورلي أي من أبناء السلطان بايزيد الأول سيجمع شمل الدول العثمانية تحت قيادة حيث أصبح محمد جلبى هو خامس السلاطين العثمانين باسم محمد الاول وذلك بعد انتصاره بهذه المعركة.